# راي فورست
راي فورست (بالإنجليزية: Ray Forrest)‏ هو مقدم برامج إذاعية أمريكي، ولد في 7 يناير 1916، وتوفي في 11 مارس 1999.

## وصلات خارجية
- راي فورست على موقع IMDb (الإنجليزية)